# عبد الرحمن طالب
.....الشيخ عبد الرحمن طالب امضى سنوات عديدة من حياته في سيدي بلعباس..مارس مهنة..التدريس...كما انه كان ..يدرس في مسجد معاوية...

## تعريف
الشيخ عبد الرحمن طالب من مواليد 27 أوت 1939 بجبالة دائرة ندرومة بولاية تلمسان، دخل حقل التعليم 
من المسجد فالمدارس الابتدائية مرورا بكل المراحل إلى أن أصبح أستاذاللحديث النبوي بمعهد الحضارة الإسلامية بوهران، زار العديد من البلدان متعلما وناشرا للعلم منها دول غرب أفريقيا مثل المغرب مالي النيجر موريطانيا السنغال ساحل العاج، بوركينا فاسو ، نيجيريا غينيا، ودول أخرى مثل تونس ، مصر ، السودان، الولايات المتحدة أوزباكستان والمملكة العربية السعودية.تُوفي الشيخ طالب عبد الرحمن بن أحمد ليلة الخميس 2016/03/31 عند منتصف الليل عن عمر ناهز 82 سنة قضاها في علم و جهاد و خدمة للسنة المطهرة ودفن بمقبرة العين البيضاء بولاية وهران عاصمة غرب الجمهورية الجزائرية بجوار قبر والده الشيخ طالب أحمد التيجاني، و ترك الشيخ بناتا و بنون وهم طالب بلقاسم والدكتور طالب عمار و طالب بشير و طالب فتيحة و طالب عائشة والأستاذتين طالب خديجة و الدكتورة طالب حفيظة أستاذة محاضرة (أ) بكلية الحضارة الإسلامية بجامعة وهران 1 في نفس المكان الذي كان يدرس فيه الشيخ والدهما.

## مهامه الحالية
- أستاذ الحديث النبوي بجامعة وهران
- عضو المجلس الإسلامي الأعلى بالجزائر
- عضو اللجنة الوطنية الاستشارية لترقية وحماية حقوق الإنسان

## مؤلفاته
صاحب العديد من المؤلفات:
- 1-موسوعة الأحاديث النبوية الصغرى في:14 مجلدا
- 2-العلوم الفقهية الإسلامية من خلال الأحاديث النبوية خمسة أجزاء.
- 3-السنة عبر العصور.
- 4-منهجية الاستفادة من الأحاديث النبوية.
- 5- خدمات موطإ الإمام مالك
- 6- الكتاتيب القرآنية بندرومة دبلوم الدراسات المعمقة
- 7- التربية من خلال القرآن الكريم لنيل شهادة الماجستير
- 8-أسلوب الرسول التربوي لنيل شهادة الدكتوراة
- 9- كنوز القرآن السبعة
- 10- الأحاديث القدسية الربانية
- 11-مصابيح السنن، فيما اتفق عليه رجال الصحيح والسنن
- 12- خلاصة شعب الإيمان
- 13-مراحل تدوين السنة النبوية مع أهمية جمع الأحاديث في قرص الليزر
- 14-درء الشبهات عن الرسول صلى الله عليه وآله وسلم
- 15- أحاديث نبوية في الشمائل المحمدية
- 16- السيف المسلول على الطاعنين في أجداد الرسول
- 17- دستور الرسول صلى الله عليه وآله وسلم مع مجلسه الاستشاري
- 18-الإعلام بسنية الذكر بعد السلام
- 19-حسن استغلال الأحداث البشرية والكونية
- 20- الأنباء في شرعية رفع اليدين عند الدعاء
- 21-المؤيد في الاحتفال بالمولد
- 22-الأثبات في وصول ثواب القرآن إلى الأموات
- 23- جاهلية القرن الرابع عشر
- 24- علم اليقين في شرعية الذكر والتحديد والتلقين
- 25-القصص النبوية وأثرها في النفوس البشرية
- 26-البرهان في شرعية الجهر بالذكر وبالقرآن
- 27- منهجية الدعوة الإسلامية
- 28- حقوق وواجبات المرأة في الإسلام
- 29-نساء حول الرسول صلى الله عليه وآله وسلم
- 30- ما ينبغي أن تعرفه من أحكام الصلاة
- 31- الرحلة الإفريقية التجانية
- 32- الرحلة الأمريكية.
- 33-أسماء وصور
- 34- الدلائل الشافية على أن المذاهب الأربعة والصوفية من الفرقة الناجية
- 35- موازاة فضائل الأنبياء
- 36- الردة أو نواقض الإيمان أعاذنا الله منهما.
- 37- التربية النبوية الخاصة بالأفراد
- 38- نشأة الطرق الصوفية وأهدافها المثلى
- 39- الحكم الشرعي لعمل المرأة في جهاز العدالة
- 40- عالم الغيب
- 41- الشيخ سيدي أحمد التجاني ومنهجياته في التفسير والتربية.
- 42- الأوراد التجانية اللازمة
- 43-تعليقات على أرجوزة النصوص القرآنية لوالدي
- 44-خدمات وتعليقات على الحذفية لوالدي
- 45- مقدمة لكتاب البستان في ذكر الأولياء والعلماء بتلمسان
- لكن أحسن أعماله التي قام به الشيخ الدكتور عبد الرحمن طالب هو مشروعه لجمع الأحاديث النبوية الشريفة كلها وتسجيلها في برنامج رقمي على الكمبيوتر حتى يتسنى لكل من أراد أن يبحث عن حديث ما، أن يجده وبسرعة.

وقد سماها موسوعة الأحاديث النبوية الكبرى
وقد تمكن من تسجيل -لحد كتابة هذه السطور- 200 ألف حديث نبوي. تم نشرها في أقراص مضغوطة ككتاب الكتروني و في مجموعة مجلدات.

## وفاته
توفي يوم الخميس 31 مارس 2016 عند منتصف الليل، بعد مرض ألمّ به عدة سنوات.

## مواضيع ذات صلة
- قائمة أعلام الجزائريين
- المرجعية الدينية الجزائرية